# クモノスホコリ
クモノスホコリは、ごく普通な変形菌の一つ。球形の胞子嚢は胞子を放出した後に籠状の枠が残る。この籠が網目でないのが特徴。

## 特徴
クモノスホコリ Cribraria cancellata (Batsch) Nann.-Brem は、変形菌綱モジホコリ亜綱コホコリ目アミホコリ科アミホコリ属の変形菌の一つで、この類ではもっともよく見られるものの一つ。
子実体は長い柄の先に単独の胞子嚢をつける、いわゆる単子嚢体で、全体が赤褐色から暗褐色、多数が基盤上に一面に生じる。柄は先端に向かって細くなり、胞子嚢の下で細くなってここで頷くように曲がるものがよく見られる。背丈は5mm程度である。

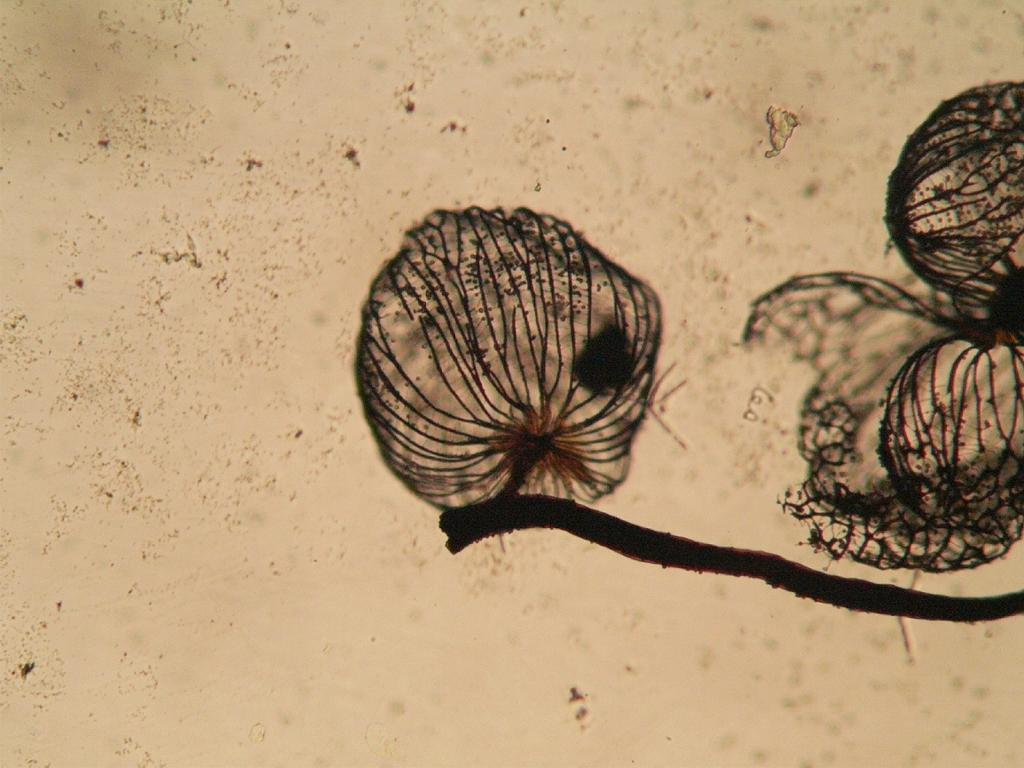
胞子嚢壁の肋

子嚢は径0.7mmほどのほぼ球形、あるいは上下にやや扁平になる。この類は胞子嚢の壁に網状の構造があって、胞子が飛散した後にもそれが残る。他方で胞子嚢内部の網状構造である細毛体は持たず、そのため、胞子が飛散した後の胞子嚢はふくらんだ綿のようにならず、中身が空になった籠のようになる。特にこの種は、壁網ではなく、柄のつく側を極とすると経線方向に当たるような縦方向の筋（肋）のみが強く発達するのが特徴で、網の形にならない。その形はビンゴゲームのボールを入れる籠を思わせる。実際にはこの肋の間にはるかに細い筋（連結糸）があって、それによって肋は互いに連結されており、顕微鏡で見ればちゃんと網になっている。ただし、この連結糸は肋に比べるとはるかに細いので、実体顕微鏡程度でははっきり見えない。また、プレパラートにすると比較的簡単に切れる。肋の数は40-50本になる。

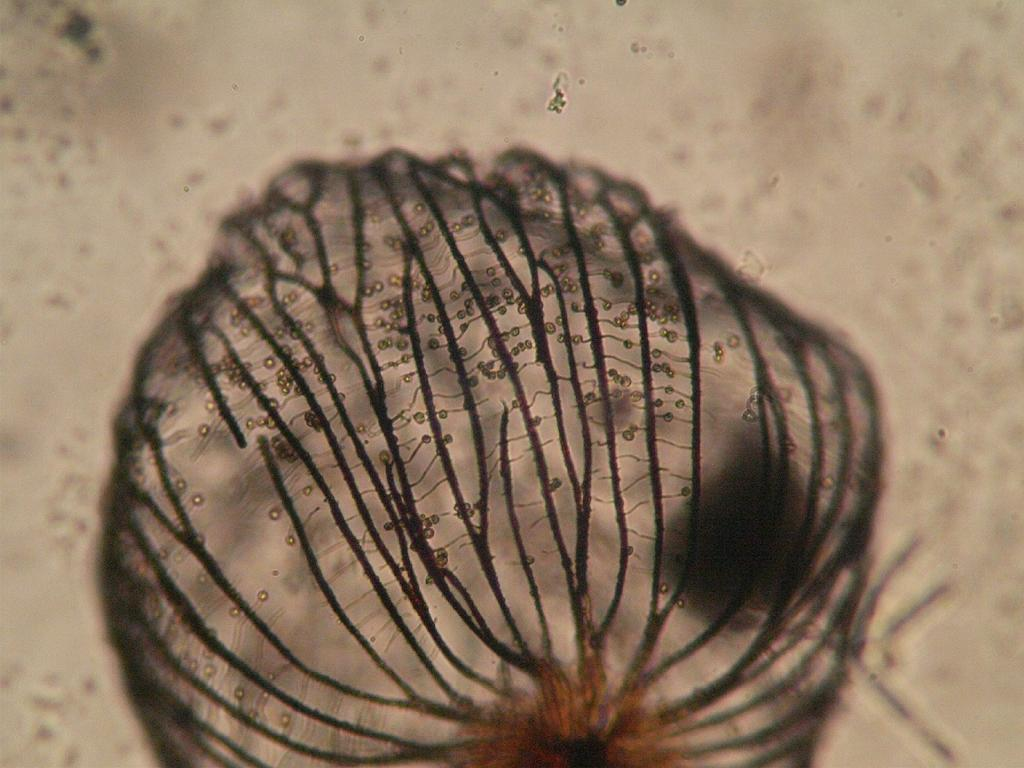
胞子嚢壁の肋・拡大

また、この類では胞子嚢壁の基部周辺で壁網に分かれず皿状や坪状の杯状体を形成するものが多いが、この種では標準的には全く見られず、柄の付け根まできれいに分かれている（ただし杯状体のできる変種がある。下記参照）。胞子は反射光では赤褐色。
変形体は紫がかった黒色を呈する。

## 生育環境

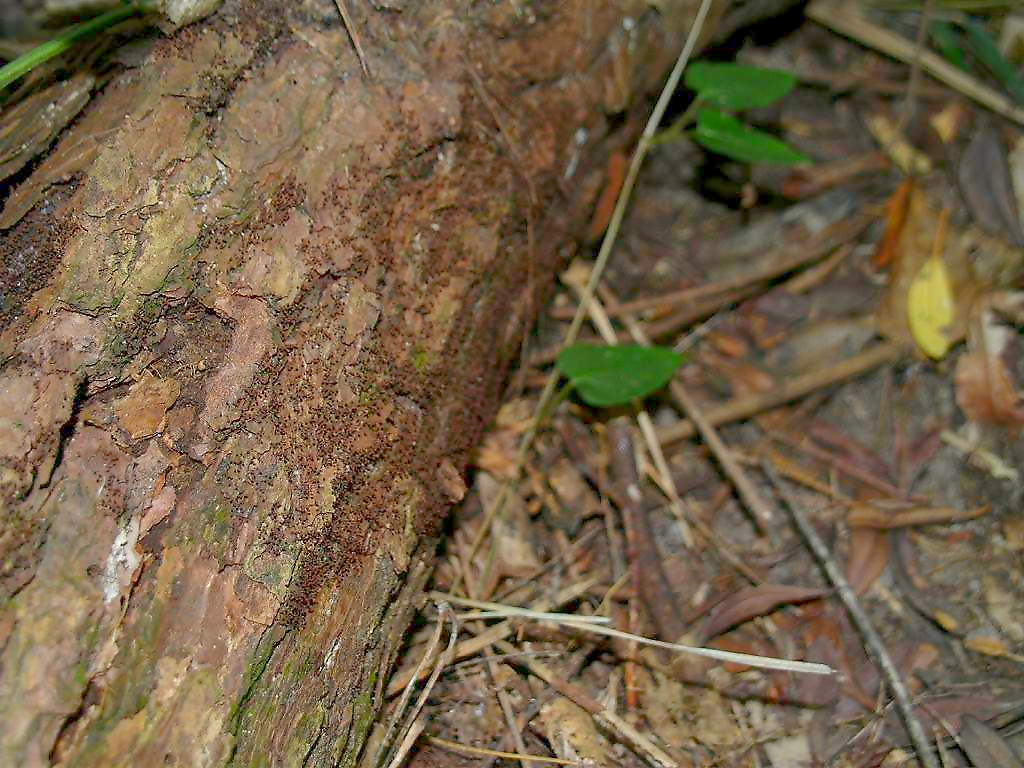
クロマツの朽ち木上に広がる子実体群

朽ち木にでることが多い。一般に変形菌の子実体は朽ち木にでるものが多いが、たいていは広葉樹である。しかしこの種は裸子植物の材木にでることが多く、まれに広葉樹にもでるという。出現は春から秋にわたるが、特に夏に多い。

## 分布
日本のみならず、世界に広く分布する世界的広域分布種である。

## 近縁種等
アミホコリ属のものは胞子嚢壁に網状の構造を持つが、この種はいわゆる網状ではないため、独立したクモノスホコリ属(Dictydium)とする扱いもある。種内の変異としては胞子嚢基部近くの肋が融合して杯状体となっているものをサラクモノスホコリ var. fusca (Macbr.) という。また紫色になるものをムラサキクモノスホコリ var. purpurea (Macbr.) という。
近似種としては、肋が20-30本でその先端部でやや網状になるアミクモノスホコリ C. mirabilis (Rost.) Massee や、子実体がより小型で、肋が14-16本しかないタチクモノスホコリ C. rutila (G. Lister) Nann.-Brem. などがある。